# Tepeniec
Tepeniec (biał. Цепянец; ros. Тепенец) – wieś na Białorusi, w obwodzie brzeskim, w rejonie pińskim, w sielsowiecie Biarozawiczy, przy drodze magistralnej M10.
W dwudziestoleciu międzywojennym leżał w Polsce, w województwie poleskim, w powiecie pińskim, w gminie Żabczyce. Po II wojnie światowej w granicach Związku Sowieckiego. Od 1991 w niepodległej Białorusi.